# Bettona
Bettona este o comună din provincia Perugia, regiunea Umbria, Italia, cu o populație de 4.224 locuitori (1 ianuarie 2023) și o suprafață de 45,08 km².

## Demografie
Bettona - evoluția demografică

|  | Graficele sunt indisponibile din cauza unor probleme tehnice. Mai multe informații se găsesc la Phabricator și la wiki-ul MediaWiki. |

Date: Recensăminte sau birourile de statistică - grafică realizată de Wikipedia